# فراس شلباية
فراس شلباية لاعب كرة قدم أردني من أصل فلسطيني من قرية العباسية؛ يلعب حاليا لدى نادي الوحدات و رقمه 16 ؛ ويلعب في المنتخب الوطني الأولمبي.

## وصلات خارجية
- فراس شلبايه على موقع قاعدة بيانات كرة القدم.إي يو (الإنجليزية)
- فراس شلبايه على موقع ناشيونال فوتبول تيمز (الإنجليزية)
- فراس شلبايه على موقع عالم كرة القدم.نت (الإنجليزية)